# 姆布里杰河
姆布里杰河（葡萄牙語：Rio Mbridge）是安哥拉北部的一条河流，发源于库因巴附近，流经扎伊尔省和威热省边界，流入恩泽托附近的大西洋海域。支流有Lufunde、Lucunga、Luqueia、Lufua等。2013年末在恩泽托附近建设了跨河桥。
2008年安哥拉发行过以姆布里杰河河口和沙嘴为背景的邮票。